# Campeonato Pernambucano 2021
El Campeonato Pernambucano de Fútbol 2021 fue la 107.ª edición de la primera división de fútbol del estado de Pernambuco. El torneo fue organizado por la Federação Pernambucana de Futebol (FPF). El torneo comenzó el 24 de febrero y finalizó el 23 de mayo. El ganador fue el Náutico, que venció en la final a su clásico rival, Sport Recife, en tanda de penales, logrando así su título número 23.

## Sistema de juego

### Primera fase
Los 10 equipos se enfrentan en modalidad de todos contra todos a una sola rueda. Culminadas las nueve fechas, los dos primeros puestos acceden directamente a la semifinal, del tercer al sexto puesto juegan una ronda previa, mientras que los últimos cuatro equipos posicionados jugarán un cuadrangular de descenso en 3 fechas. Los 2 últimos posicionados en el cuadrangular, descenderán a Segunda División.

### Segunda fase
- Ronda previa: Los enfrentamientos se emparejan con respecto al puntaje de la primera fase, de la siguiente forma:
  - 3.º vs. 6.º
  - 4.º vs. 5.º

- Semifinales: Los enfrentamientos se emparejan de la siguiente forma:
  - 1.º vs. (4.º vs. 5.º)
  - 2.º vs. (3.º vs. 6.º)

- Nota: Tanto ronda previa como semifinales se juegan a partido único en casa del equipo con mayor puntaje en la primera fase. En caso de empate, se tendrá una tanda de penales.

- Final: Los dos ganadores de las semifinales disputan la final en partidos de ida y vuelta.

- Nota 1: El equipo con menor puntaje en la primera fase comienza la llave como local.
- Nota 2: En caso de empate en puntos y diferencia de goles, se definirá en tanda de penales. No se consideran los goles de visita.

### Clasificaciones
- Copa de Brasil 2022: Clasifican los dos finalistas del campeonato y el semifinalista con mayor puntaje.
- Copa do Nordeste 2022: Clasifican cinco equipos. A la fase de grupos clasifican el campeón estadual y el equipo con mejor posición en el Ranking CBF 2021 (exceptuando al campeón). A la Pre-Copa do Nordeste acceden los dos siguientes equipos mejor posicionados en la tabla acumulada que no hayan clasificado a la fase de grupos, sumándoseles el equipo con mejor posición en el Ranking CBF 2021 (exceptuando a los cuatro equipos mencionados anteriormente).
- Serie D 2022: Clasifican los dos mejores equipos que no disputan ni la Serie A (Sport Recife), Serie B (Náutico) o Serie C (Santa Cruz).

## Equipos participantes
| Equipo              | Ciudad                 | Estadio            | Capacidad | Posición 2020      | Títulos (último) |
| ------------------- | ---------------------- | ------------------ | --------- | ------------------ | ---------------- |
| Afogados            | Afogados da Ingazeira  | Vianão             | 1735      | 4.º                | 0                |
| Central             | Caruaru                | Lacerdão           | 19 478    | 6.º                | 0                |
| Náutico             | Recife                 | Aflitos            | 19 800    | 3.º                | 22 (2018)        |
| Retrô               | Camaragibe             | Arena Pernambuco   | 44 300    | 5.º                | 0                |
| Salgueiro           | Salgueiro              | Salgueirão         | 12 070    | Campeón            | 1 (2020)         |
| Santa Cruz          | Recife                 | Arruda             | 60 044    | 2.º                | 29 (2016)        |
| Sete de Setembro    | Garanhuns              | Gigante do Agreste | 6356      | 2.º (2.ª división) | 0                |
| Sport Recife        | Recife                 | Ilha do Retiro     | 30 000    | 7.º                | 42 (2019)        |
| Vera Cruz           | Vitória de Santo Antão | Arena Pernambuco   | 44 300    | 1.º (2.ª división) | 0                |
| Vitória das Tabocas | Vitória de Santo Antão | Arena Pernambuco   | 44 300    | 8.º                | 0                |

| Crecimiento | Equipos provenientes del Campeonato Pernambucano de Segunda División 2020. |

## Primera fase

### Tabla de posiciones
| Pos. | Equipo              | Pts. | PJ | G | E | P | GF | GC | Dif. | Clasificación             |
| ---- | ------------------- | ---- | -- | - | - | - | -- | -- | ---- | ------------------------- |
| 1    | Náutico             | 22   | 9  | 7 | 1 | 1 | 24 | 11 | +13  | Semifinales.              |
| 2    | Sport Recife        | 20   | 9  | 6 | 2 | 1 | 16 | 4  | +12  | Semifinales.              |
| 3    | Salgueiro           | 14   | 9  | 4 | 2 | 3 | 10 | 9  | +1   | Ronda previa.             |
| 4    | Santa Cruz          | 13   | 9  | 3 | 4 | 2 | 12 | 9  | +3   | Ronda previa.             |
| 5    | Afogados            | 12   | 9  | 2 | 6 | 1 | 9  | 7  | +2   | Ronda previa.             |
| 6    | Vera Cruz           | 11   | 9  | 3 | 2 | 4 | 12 | 16 | −4   | Ronda previa.             |
| 7    | Retrô               | 10   | 9  | 3 | 1 | 5 | 15 | 15 | 0    | Cuadrangular de descenso. |
| 8    | Central             | 9    | 9  | 2 | 3 | 4 | 8  | 16 | −8   | Cuadrangular de descenso. |
| 9    | Sete de Setembro    | 6    | 9  | 1 | 3 | 5 | 7  | 12 | −5   | Cuadrangular de descenso. |
| 10   | Vitória das Tabocas | 5    | 9  | 1 | 2 | 6 | 7  | 21 | −14  | Cuadrangular de descenso. |

Actualizado a los partidos jugados el 2 de mayo de 2021.
 Fuente: 
Criterios de clasificación: 1) Puntos; 2) Partidos ganados; 3) Diferencia de gol; 4) Goles anotados; 5) Menor cantidad de tarjetas rojas; 6) Menor cantidad de tarjetas amarillas; 7) Sorteo.

### Fixture
- La hora de cada encuentro corresponde al huso horario correspondiente al Estado de Pernambuco (UTC-3).

| Vera Cruz  | 1 - 3 | Sport Recife        | Arena Pernambuco | 24 de febrero | 19:00 |
| Salgueiro  | 1 - 0 | Afogados            | Salgueirão       | 24 de febrero | 20:00 |
| Santa Cruz | 2 - 0 | Vitória das Tabocas | Arruda           | 24 de febrero | 21:30 |
| Náutico    | 5 - 0 | Central             | Aflitos          | 27 de febrero | 16:00 |
| Retrô      | 3 - 2 | Sete de Setembro    | Arena Pernambuco | 28 de febrero | 16:00 |

| Central             | 1 - 1 | Santa Cruz | Lacerdão       | 3 de marzo | 16:00 |
| Afogados            | 1 - 1 | Retrô      | Vianão         | 3 de marzo | 16:00 |
| Sport Recife        | 1 - 2 | Salgueiro  | Ilha do Retiro | 3 de marzo | 18:00 |
| Sete de Setembro    | 0 - 1 | Náutico    | Lacerdão       | 7 de marzo | 15:00 |
| Vitória das Tabocas | 2 - 2 | Vera Cruz  | Arruda         | 8 de marzo | 15:00 |

| Afogados   | 2 - 0 | Vitória das Tabocas | Vianão     | 13 de marzo | 15:00 |
| Central    | 0 - 0 | Sete de Setembro    | Lacerdão   | 14 de marzo | 15:00 |
| Santa Cruz | 1 - 1 | Sport Recife        | Arruda     | 14 de marzo | 16:00 |
| Náutico    | 3 - 1 | Vera Cruz           | Aflitos    | 21 de marzo | 16:00 |
| Salgueiro  | 1 - 0 | Retrô               | Salgueirão | 18 de abril | 16:00 |

| Náutico          | 4 - 1 | Vitória das Tabocas | Aflitos          | 27 de marzo | 19:00 |
| Sete de Setembro | 1 - 1 | Afogados            | Lacerdão         | 28 de marzo | 15:00 |
| Sport Recife     | 2 - 0 | Central             | Ilha do Retiro   | 28 de marzo | 16:00 |
| Vera Cruz        | 2 - 0 | Salgueiro           | Arena Pernambuco | 14 de abril | 15:00 |
| Retrô            | 2 - 3 | Santa Cruz          | Arena Pernambuco | 28 de abril | 18:45 |

| Vitória das Tabocas | 2 - 1 | Sete de Setembro | Arena Pernambuco | 31 de marzo | 15:00 |
| Central             | 1 - 4 | Retrô            | Lacerdão         | 4 de abril  | 15:00 |
| Santa Cruz          | 4 - 1 | Vera Cruz        | Arruda           | 7 de abril  | 18:00 |
| Afogados            | 0 - 0 | Sport Recife     | Vianão           | 7 de abril  | 20:00 |
| Salgueiro           | 2 - 3 | Náutico          | Salgueirão       | 7 de abril  | 21:30 |

| Central      | 1 - 1 | Afogados            | Lacerdão         | 14 de abril | 15:00 |
| Sport Recife | 3 - 0 | Vitória das Tabocas | Ilha do Retiro   | 14 de abril | 21:30 |
| Náutico      | 2 - 1 | Santa Cruz          | Aflitos          | 18 de abril | 16:00 |
| Vera Cruz    | 2 - 1 | Retrô               | Arena Pernambuco | 21 de abril | 15:00 |
| Salgueiro    | 2 - 0 | Sete de Setembro    | Salgueirão       | 28 de abril | 20:00 |

| Retrô               | 1 - 4 | Náutico      | Arena Pernambuco | 11 de abril | 16:00 |
| Vitória das Tabocas | 1 - 3 | Central      | Arena Pernambuco | 18 de abril | 15:00 |
| Afogados            | 2 - 1 | Vera Cruz    | Vianão           | 18 de abril | 16:00 |
| Sete de Setembro    | 0 - 2 | Sport Recife | Lacerdão         | 18 de abril | 18:00 |
| Santa Cruz          | 0 - 0 | Salgueiro    | Arruda           | 21 de abril | 18:45 |

| Retrô      | 0 - 1 | Sport Recife        | Arena Pernambuco | 24 de abril | 17:45 |
| Vera Cruz  | 1 - 0 | Central             | Arena Pernambuco | 25 de abril | 15:00 |
| Santa Cruz | 0 - 2 | Sete de Setembro    | Arruda           | 25 de abril | 16:00 |
| Salgueiro  | 1 - 1 | Vitória das Tabocas | Salgueirão       | 25 de abril | 16:00 |
| Náutico    | 2 - 2 | Afogados            | Aflitos          | 26 de abril | 20:00 |

| Sport Recife        | 3 - 0 | Náutico    | Ilha do Retiro   | 2 de mayo | 16:00 |
| Afogados            | 0 - 0 | Santa Cruz | Vianão           | 2 de mayo | 16:00 |
| Central             | 2 - 1 | Salgueiro  | Lacerdão         | 2 de mayo | 16:00 |
| Vitória das Tabocas | 0 - 3 | Retrô      | Arena Pernambuco | 2 de mayo | 16:00 |
| Sete de Setembro    | 1 - 1 | Vera Cruz  | Salgueirão       | 2 de mayo | 16:00 |

## Cuadrangular de descenso

### Tabla de posiciones
| Pos. | Equipo              | Pts. | PJ | G | E | P | GF | GC | Dif. | Clasificación          |
| ---- | ------------------- | ---- | -- | - | - | - | -- | -- | ---- | ---------------------- |
| 1    | Retrô               | 6    | 3  | 2 | 0 | 1 | 7  | 2  | +5   |                        |
| 2    | Sete de Setembro    | 5    | 3  | 1 | 2 | 0 | 1  | 0  | +1   |                        |
| 3    | Vitória das Tabocas | 4    | 3  | 1 | 1 | 1 | 2  | 5  | −3   | Descenso de categoría. |
| 4    | Central             | 1    | 3  | 0 | 1 | 2 | 1  | 4  | −3   | Descenso de categoría. |

Actualizado a los partidos jugados el 17 de mayo de 2021.
 Fuente: 
Criterios de clasificación: 1) Puntos; 2) Partidos ganados; 3) Diferencia de gol; 4) Goles anotados; 5) Menor cantidad de tarjetas rojas; 6) Menor cantidad de tarjetas amarillas; 7) Sorteo.

### Fixture
- La hora de cada encuentro corresponde al huso horario correspondiente al Estado de Pernambuco (UTC-3).

| Retrô            | 2 - 1 | Central             | Arena Pernambuco   | 5 de mayo | 15:00 |
| Sete de Setembro | 0 - 0 | Vitória das Tabocas | Gigante do Agreste | 5 de mayo | 15:00 |

| Central             | 0 - 0 | Sete de Setembro | Lacerdão | 9 de mayo  | 15:00 |
| Vitória das Tabocas | 0 - 5 | Retrô            | Lacerdão | 10 de mayo | 15:00 |

| Retrô   | 0 - 1 | Sete de Setembro    | Arruda   | 17 de mayo | 15:00 |
| Central | 0 - 2 | Vitória das Tabocas | Lacerdão | 17 de mayo | 15:00 |

## Fase final

### Cuadro de desarrollo
|  | Ronda previa | Ronda previa   | Ronda previa |              |   | Semifinales    | Semifinales    | Semifinales    |  |   | Final           | Final           | Final           | Final           | Final           |  |
|  | 5 de mayo    | 5 de mayo      | 5 de mayo    |              |   | 9 y 10 de mayo | 9 y 10 de mayo | 9 y 10 de mayo |  |   | 16 y 23 de mayo | 16 y 23 de mayo | 16 y 23 de mayo | 16 y 23 de mayo | 16 y 23 de mayo |  |
|  |              |                |              |              |   |                |                |                |  |   |                 |                 |                 |                 |                 |  |
|  |              |                |              |              |   |                |                |                |  |   |                 |                 |                 |                 |                 |  |
|  |              |                |              |              |   |                |                |                |  |   |                 |                 |                 |                 |                 |  |
|  |              |                |              |              |   |                |                |                |  |   |                 |                 |                 |                 |                 |  |
|  |              |                |              |              |   |                |                |                |  |   |                 |                 |                 |                 |                 |  |
|  |              | 1              | Náutico      | 2            |   |                |                |                |  |   |                 |                 |                 |                 |                 |  |
|  |              |                |              | 2            |   |                |                |                |  |   |                 |                 |                 |                 |                 |  |
|  |              |                | 4            | Santa Cruz   | 1 |                |                |                |  |   |                 |                 |                 |                 |                 |  |
|  | 4            | Santa Cruz (p) | 4            | Santa Cruz   | 1 | 0 (5)          |                |                |  |   |                 |                 |                 |                 |                 |  |
|  | 4            | Santa Cruz (p) |              |              |   |                |                |                |  |   |                 |                 |                 |                 |                 |  |
|  | 5            | Afogados       | 0 (4)        |              |   |                |                |                |  |   |                 |                 |                 |                 |                 |  |
|  | 5            | Afogados       | 0 (4)        |              |   |                |                |                |  | 1 | Náutico (p)     | 1               | 1               | 2 (5)           |                 |  |
|  |              |                |              |              |   |                |                |                |  | 1 | Náutico (p)     | 1               | 1               | 2 (5)           |                 |  |
|  |              |                | 2            | Sport Recife | 1 | 1              | 2 (3)          |                |  |   |                 |                 |                 |                 |                 |  |
|  |              |                | 2            | Sport Recife | 1 | 1              | 2 (3)          |                |  |   |                 |                 |                 |                 |                 |  |
|  |              |                |              |              |   |                |                |                |  |   |                 |                 |                 |                 |                 |  |
|  |              |                |              |              |   |                |                |                |  |   |                 |                 |                 |                 |                 |  |
|  |              | 2              | Sport Recife | 1            |   |                |                |                |  |   |                 |                 |                 |                 |                 |  |
|  |              |                |              | 1            |   |                |                |                |  |   |                 |                 |                 |                 |                 |  |
|  |              |                | 3            | Salgueiro    | 0 |                |                |                |  |   |                 |                 |                 |                 |                 |  |
|  | 3            | Salgueiro      | 3            | Salgueiro    | 0 | 2              |                |                |  |   |                 |                 |                 |                 |                 |  |
|  | 3            | Salgueiro      |              |              |   |                |                |                |  |   |                 |                 |                 |                 |                 |  |
|  | 6            | Vera Cruz      | 1            |              |   |                |                |                |  |   |                 |                 |                 |                 |                 |  |
|  | 6            | Vera Cruz      | 1            |              |   |                |                |                |  |   |                 |                 |                 |                 |                 |  |
|  |              |                |              |              |   |                |                |                |  |   |                 |                 |                 |                 |                 |  |

Nota: El equipo que ocupa la primera línea es el que define la serie como local.
| Bandera del estado de Pernambuco |
| Campeón                          |
| Náutico 23.° título              |

## Clasificación final
| Pos. | Equipo              | Pts. | PJ | G | E | P | GF | GC | Dif. | Clasificación                                      |
| ---- | ------------------- | ---- | -- | - | - | - | -- | -- | ---- | -------------------------------------------------- |
| 1.°  | Náutico (C)         | 27   | 12 | 8 | 3 | 1 | 28 | 14 | +14  | Copa de Brasil 2022 y Copa do Nordeste 2022.       |
| 2.°  | Sport Recife        | 25   | 12 | 7 | 4 | 1 | 19 | 6  | +13  | Copa de Brasil 2022 y Copa do Nordeste 2022.       |
| 3.°  | Salgueiro           | 17   | 11 | 5 | 2 | 4 | 12 | 11 | +1   | Copa de Brasil 2022.                               |
| 4.°  | Santa Cruz          | 14   | 11 | 3 | 5 | 3 | 13 | 11 | +2   | Pre-Copa do Nordeste 2022 y Serie D 2022.          |
| 5.°  | Afogados            | 13   | 10 | 2 | 7 | 1 | 9  | 7  | +2   | Serie D 2022.                                      |
| 6.°  | Vera Cruz           | 11   | 10 | 3 | 2 | 5 | 13 | 18 | −5   |                                                    |
| 7.°  | Retrô               | 16   | 12 | 5 | 1 | 6 | 22 | 17 | +5   | Pre-Copa do Nordeste 2022 y Serie D 2022.          |
| 8.°  | Sete de Setembro    | 11   | 12 | 2 | 5 | 5 | 8  | 12 | −4   |                                                    |
| 9.°  | Central             | 10   | 12 | 2 | 4 | 6 | 9  | 20 | −11  | Segunda División 2022 y Pre-Copa do Nordeste 2022. |
| 10.° | Vitória das Tabocas | 9    | 12 | 2 | 3 | 7 | 9  | 26 | −17  | Segunda División 2022.                             |

Reglas de clasificación: 1) Puntos; 2) Partidos ganados; 3) Diferencia de gol; 4) Goles anotados; 5) Menor cantidad de tarjetas rojas; 6) Menor cantidad de tarjetas amarillas; 7) Sorteo.

Nota: Los cupos de clasificación para la Serie D 2022 pasaron a manos de Salgueiro y Afogados, debido a que Náutico y Sport Recife disputan la Serie B en 2022, mientras que Santa Cruz disputó la Serie C en 2021.

## Goleadores
| Pos. | Jugador      | Equipo       | Goles |
| ---- | ------------ | ------------ | ----- |
| 1    | Kieza        | Náutico      | 10    |
| 2    | Erick Arruda | Náutico      | 5     |
|      | Vinícius     | Náutico      | 5     |
|      | Mikael       | Sport Recife | 5     |
| 5    | Kauê         | Retrô        | 4     |
|      | Mayco Félix  | Retrô        | 4     |
|      | Fauver       | Afogados     | 4     |
|      | Pedro Maycon | Vera Cruz    | 4     |